# Erastria obliqua
Erastria obliqua är en fjärilsart som beskrevs av W. Warren 1894. Erastria obliqua ingår i släktet Erastria och familjen mätare. Inga underarter finns listade i Catalogue of Life.